# Leo Rautins

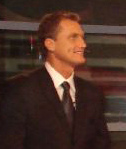
Leo Rautins im Jahr 2007

Leo Rytis Rautins (* 20. März 1960 in Toronto) ist ein ehemaliger kanadischer Basketballspieler.

## Laufbahn
Der Sohn einer aus Litauen stammenden Mutter und eines aus Lettland stammenden Vaters besuchte die St. Michael’s College School in Toronto. Im Nachbarland USA war er 1978/79 Student und Basketballspieler an der University of Minnesota und von 1980 bis 1983 an der Syracuse University. Der 2,02 Meter große, auf der Position des Power Forwards eingesetzte Spieler verbuchte in der NCAA seine besten Werte im Spieljahr 1982/83, als er pro Begegnung 14,2 Punkte erzielte, 7,3 Rebounds holte sowie 6,2 Korberfolge seiner Nebenmänner vorbereitete.
Er wurde der erste Kanadier, der beim NBA-Draftverfahren in der ersten Runde ausgesucht wurde, nämlich 1983 an 17. Stelle von den Philadelphia 76ers. Rautins bestritt nur 32 NBA-Spiele, 28 davon für Philadelphia. Im Laufe seiner Spielerzeit wurde er immer wieder von Kniebeschwerden heimgesucht, er musste sich bis zum Ende seiner Laufbahn insgesamt 14 Knieoperationen unterziehen. Dennoch spielte Rautins nach seiner kurzen NBA-Zeit noch jahrelang als Profi: 1985/86 bei Banco Roma, 1986/87 bei Citrosil Verona (jeweils Italien), 1989/90 bei den La Crosse Catbirds (in der US-Liga Continental Basketball Association) sowie kurzzeitig in Frankreich bei EB Orthez, 1990/91 bei Sioux Falls Skyforce (wieder in der US-Liga Continental Basketball Association), in der Saison 1991/92 bei Mayoral Maristas und Ourense (jeweils Spanien) und 1992/93 für vier Ligaspiele in Lyon (Frankreich).

### Nationalmannschaft
Rautins wurde mit 16 Jahren in die kanadische A-Nationalmannschaft berufen, in jüngerem Alter war vor ihm kein Spieler Mitglied der Herrenauswahl. Bei der Weltmeisterschaft 1978 war er mit einem Punkteschnitt von 19,7 je Begegnung bester Korbschütze der Kanadier, bei der WM 1982 erzielte er 16 Punkte je Partie (zweitbester Korbschütze seiner Mannschaft nach Jay Triano).

## Trainer
2005 wurde Rautins Cheftrainer der kanadischen Nationalmannschaft. Er gab das Amt im September 2011 ab.

## Fernsehkommentator
Bereits 1984 war Rautins während der Olympischen Sommerspiele 1984 für die kanadische Medienanstalt CBC tätig. 1995 wurde er Kommentator für die Spiele der damals neugegründeten Toronto Raptors (NBA).

## Sonstiges
Rautins wurde 1997 in die Ruhmeshalle des kanadischen Basketballverbands aufgenommen. Sein Sohn Andy Rautins wurde ebenfalls Berufsbasketballspieler und kanadischer Nationalspieler (teils unter seinem Vater als Trainer).